# Glenea tolia
Glenea tolia là một loài bọ cánh cứng trong họ Cerambycidae.